# The Secret of My Success
The Secret of My Success, também grafado como The Secret of My Succe$s (no Brasil e em Portugal, O Segredo do Meu Sucesso) é um filme estadunidense de 1987, uma comédia produzida e dirigida por Herbert Ross e estrelado por Michael J. Fox e Helen Slater. O roteiro foi escrito por A.J. Carothers, Jim Cash e Jack Epps, Jr. de uma história escrita por Carothers. A história do filme é sobre o ambicioso yuppie Brantley Foster que após ser contratado para realizar serviços na empresa de seu tio, resolve passar-se por Carlton Whitfield que se torna um dos principais executivos da empresa de seu tio.
O filme estreou em 10 de abril de 1987 e estreou em primeiro lugar nas bilheterias, levando US$7.8 milhões de dólares em seu primeiro fim de semana. Ele ficou em primeiro lugar por cinco semanas, e ficou entre os dez melhores filmes por dois meses. Ele arrecadou US$66,995,000 nos EUA, tornando-se o 7º filme de maior bilheteria nos Estados Unidos em 1987, e superando filmes como RoboCop, Predator, Lethal Weapon e Dirty Dancing. O filme arrecadou US$44,001,000 em todo o mundo, totalizando US$110,996,879. Além disso, o filme fez US$29,856,000 através de aluguel de vídeos.
O filme recebeu uma resposta mista dos críticos. O filme detém uma classificação de 57% "rotten" no site Rotten Tomatoes com base em 21 comentários. Roger Ebert no Chicago Sun-Times escreveu: "O Segredo do Meu Sucesso parece estar preso em algum tipo de distorção no tempo, como se o roteiro estivesse em uma gaveta desde os anos 50 e ninguém se incomodasse em atualizá-lo". Ele concluiu que "Fox fornece um centro bastante desesperado para o filme. Não poderia ter sido muito divertido para ele seguir as mudanças arbitrárias de humor do filme, de sitcom para pastelão, de farsa sexual para brigas de diretoria". No entanto, Vincent Canby, escrevendo no The New York Times, sentiu que estava "perto de se inspirar quando o ambicioso Brantley se encontra levando duas vidas", embora tenha notado que "pairando sobre O Segredo do Meu Sucesso é a longa sombra do clássico musical de Frank Loesser How to Succeed in Business Without Really Trying".

## Enredo
Brantley Foster (Michael J. Fox) é um graduado recente da Universidade Estadual do Kansas, que se muda para a cidade de Nova York, onde conseguiu um emprego de nível básico como financiador. Ao chegar, ele descobre que a empresa para a qual ele deveria trabalhar foi adquirida por uma corporação rival. Como resultado, Brantley é despedido antes mesmo de começar a trabalhar.
Depois de várias tentativas frustradas de conseguir outro emprego, principalmente porque ele é superqualificado ou subqualificado e tem pouca experiência, Brantley acaba trabalhando na sala de correspondência da Pemrose Corporation, que é dirigida por seu tio, Howard Prescott (Richard Jordan), o CEO. Pemrose foi fundada pelo sogro de Howard; Howard recebeu a presidência da empresa ao se casar com a filha de seu chefe, Vera Pemrose (Margaret Whitton).
Após inspecionar os relatórios da empresa, Brantley percebe que Howard e a maioria de seus colegas "ternos" (executivos) estão tomando decisões ineficazes ou prejudiciais. Depois que Brantley percebe um escritório vazio no prédio devido a uma das frequentes demissões de Howard, ele usa seu acesso à sala de correspondência e sua compreensão dos processos da empresa para criar a identidade de Carlton Whitfield, um novo executivo. Brantley então assume esse papel.
Enquanto lida com dois empregos (alternando entre roupas casuais e ternos de negócio), Brantley também cai de cabeça por Christy Wills (Helen Slater), uma assistente financeira que recentemente se formou na Universidade Harvard. Brantley conhece Vera depois de a levar para casa em uma limusine da empresa (a pedido de seu patrão), e ela o seduz depois de persuadi-lo a ficar para nadar. Ao ver Howard chegando, Brantley e Vera percebem que estão relacionados como tia e sobrinho (embora não por sangue). Vera só seduziu Brantley para se vingar do marido por ter um caso com uma mulher em seu escritório. Brantley então se arruma o mais rápido que pode e deixa a mansão sem ser visto por Howard.
Howard, sem o conhecimento de Brantley, está tendo um caso com Christy. Quando Howard pede a ela para espionar Carlton Whitfield, Christy cai de cabeça por "Whitfield", não sabendo que ele é realmente Brantley. A Pemrose Corporation está se preparando para uma iminente aquisição da Davenport Corporation. Se Davenport Corporation absorve Pemrose, todo mundo é demitido. Howard, sem saber que Whitfield e Brantley são uma e a mesma pessoa, suspeita que "Whitfield" seja um espião do invasor Donald Davenport (Fred Gwynne). A dupla identidade de Brantley é descoberta quando ele, Christy, Vera e Howard acabam no mesmo quarto depois de uma festa na casa de Howard que todos os quatro frequentam. Brantley e Christy terminam seu relacionamento e Brantley é despedido de seu trabalho que ele fez como Whitfield, assim como Christy por se recusar a continuar o caso com Howard.
Enquanto Christy e Brantley estão saindo de seus escritórios, eles acabam no mesmo elevador e fazem as pazes, concebendo um plano de vingança com Vera. No final, eles levantam dinheiro, títulos e ações suficientes para tomar posse da Pemrose Corporation de Howard e para prosseguir com uma oferta hostil de aquisição da Davenport Corporation. Vera, já desdenhosa de Howard por suas práticas de negócios contraproducentes, que estavam levando o império de seu pai para o chão, também conta ao conselho sobre seu caso. Ela prontamente o substitui por Brantley, com Jean, Christy e Melrose a seu lado. Enquanto seguranças escoltam Howard e seu assessor, Art Thomas (Gerry Bamman), do Edifício Pemrose, Brantley e Christy começam a planejar seu futuro juntos, pessoal e profissionalmente. Todos eles fizeram o grande momento com uma cobertura e uma limusine para levá-los para a ópera. Brantley e Christy decidiram visitar seus pais com um jato corporativo.

## Elenco
| Atores               | Personagens                          | Dubladores Brasileiros |
| -------------------- | ------------------------------------ | ---------------------- |
| Michael J. Fox       | Brantley Foster/Carlton Whitfield    | Orlando Viggiani       |
| Helen Slater         | Christy Wills                        | Denise Simonetto       |
| Richard Jordan       | Howard Prescott                      | Francisco Borges       |
| Margaret Whitton     | Vera Prescott                        | Rosa Maria Baroli      |
| John Pankow          | Fred Melrose                         | Tatá Guarnieri         |
| Fred Gwynne          | Donald Davenport                     | Arakén Saldanha        |
| Gerry Bamman         | Art Thomas                           | Marcos Lander          |
| Carol Ann Susi       | Jean (creditada como Carol-Ann Susi) | Ivete Jaime            |
| Elizabeth Franz      | Grace Foster                         | Isaura Gomes           |
| Drew Snyder          | Burt Foster                          | Guilherme Lopes        |
| Christopher Murney   | Barney Rattigan                      | Renato Márcio          |
| Mercedes Ruehl       | Sheila                               | Neuza Azevedo          |
| Christopher Dourigan | Davis                                | Élcio Sodré            |
| Cindy Crawford       | modelo na montagem de abertura       |                        |

- Estúdio:BKS
- Mídia:Televisão/TV Paga

## Trilha sonora
A trilha sonora foi lançada em LP e fita cassete em 10 de abril de 1987. Sete das 10 faixas foram produzidas, e escritas ou co-escritas, por David Foster, que também fez a trilha sonora do filme e tem três faixas. de sua autoria no álbum.
Nem todas as músicas apresentadas no filme estão incluídas na trilha sonora, ou pelo menos não na mesma versão. A versão cinematográfica da música "The Secret of My Success" é um pouco diferente, e também apresenta uma versão mini-instrumental. A versão cinematográfica de "I Burn for You" não possui vocais, enquanto a versão da trilha sonora tem. A faixa "Restless Heart" do filme tem um título diferente ("Something I Gotta Do"), e letras diferentes da versão da trilha sonora.
As músicas populares "Walking on Sunshine" de Katrina & The Waves e "Oh Yeah" de Yello são ouvidas no filme, mas não aparecem na trilha sonora.
A trilha sonora chegou ao número 131 na Billboard 200.
O tema do filme "The Secret of My Success", interpretado por Night Ranger, foi uma das músicas que concorreram ao Globo de Ouro de melhor canção original em 1988. O vencedor em questão foi "(I've Had) The Time of My Life", o tema central de Dirty Dancing, interpretado por Bill Medley e Jennifer Warnes.
Lista de músicas
1. "The Secret of My Success" (realizado por Night Ranger)
2. "Sometimes the Good Guys Finish First" (realizado por Pat Benatar)
3. "I Burn for You" (realizado por Danny Peck e Nancy Shanks)
4. "Riskin' a Romance" (realizado por Bananarama)
5. "Gazebo" (realizado por David Foster)
6. "The Price of Love" (realizado por Roger Daltrey)
7. "Water Fountain" (realizado por David Foster)
8. "Don't Ask the Reason Why" (realizado por Restless Heart)
9. "3 Themes" (realizado por David Foster)
10. "Heaven and the Heartaches" (realizado por Taxxi)